# فابيانو فييرا سواريس
فابيانو فييرا سواريس (بالبرتغالية: Fabiano Vieira Soares‏) هو لاعب كرة قدم برازيلي في مركز الهجوم، ولد في 25 يوليو 1984 في Américo Brasiliense ‏ في البرازيل. لعب مع باوليستا ونادي اتلتيكو سوروكابا ونادي بانغو أتلتيكو ونادي ثون ونادي سانتوس ونادي سبورت ريسيفه ونادي غواراني.